# Liste der Biografien/Mio
Liste der Biografien |
Portal Biografien |
Personensuche
# |
A |
B |
C |
D |
E |
F |
G |
H |
I |
J |
K |
L |
M |
N |
O |
P |
Q |
R |
S |
T |
U |
V |
W |
X |
Y |
Z |
?
 
Ma |
Mb |
Mc |
Md |
Me |
Mf |
Mg |
Mh |
Mi |
Mj |
Mk |
Ml |
Mm |
Mn |
Mo |
Mp |
Mq |
Mr |
Ms |
Mt |
Mu |
Mv |
Mw |
Mx |
My |
Mz
 
Mia |
Mib |
Mic |
Mid |
Mie |
Mif |
Mig |
Mih–Mik |
Mil |
Mim |
Min |
Mio |
Mip |
Miq |
Mir |
Mis |
Mit |
Miu |
Miv |
Miw |
Mix |
Miy |
Miz
Die Liste der Biografien führt alle Personen auf, die in der deutschsprachigen Wikipedia einen Artikel haben. Dieses ist eine Teilliste mit 27 Einträgen von Personen, deren Namen mit den Buchstaben „Mio“ beginnt.

## Mio
- Mio, Atsushi (* 1983), japanischer Fußballspieler
- Mio, Sugiyama (* 1995), japanische Schauspielerin
- Mio, Vangjush (1891–1957), albanischer Maler

### Mioc
- Miočević, Cristel (* 1995), kroatische Fußballspielerin
- Miocic, Stipe (* 1982), US-amerikanischer Kampfsportler

### Miod
- Mioducki, Jannik (* 1993), deutscher Schauspieler
- Mioduszewski, Michał Marcin (1787–1868), polnischer katholischer Priester und Lazarist, Sammler und Herausgeber von Kirchenliedern

### Miol
- Miolan-Carvalho, Caroline (1827–1895), französische Opernsängerin
- Miolati, Arturo (1869–1956), italienischer Chemiker
- Miollis, Bienvenu de (1753–1843), Bischof von Digne
- Miollis, Sextius Alexandre François de (1759–1828), französischer Generalleutnant und zuletzt Kommandant von Metz

### Miom
- Miomandre, Francis de (1880–1959), französischer Schriftsteller

### Mion
- Mion, Giuseppe (* 1959), österreichischer Eishockeyspieler und -funktionär
- Mionske, Bob (* 1962), US-amerikanischer Radrennfahrer

### Mior
- Miorin, Devis (* 1976), italienischer Radrennfahrer

### Mios
- Miosga, Caren (* 1969), deutsche Fernsehmoderatorin und JournalistinCaren Miosga (* 1969)
- Miosge, Dieter (* 1934), deutscher Jurist

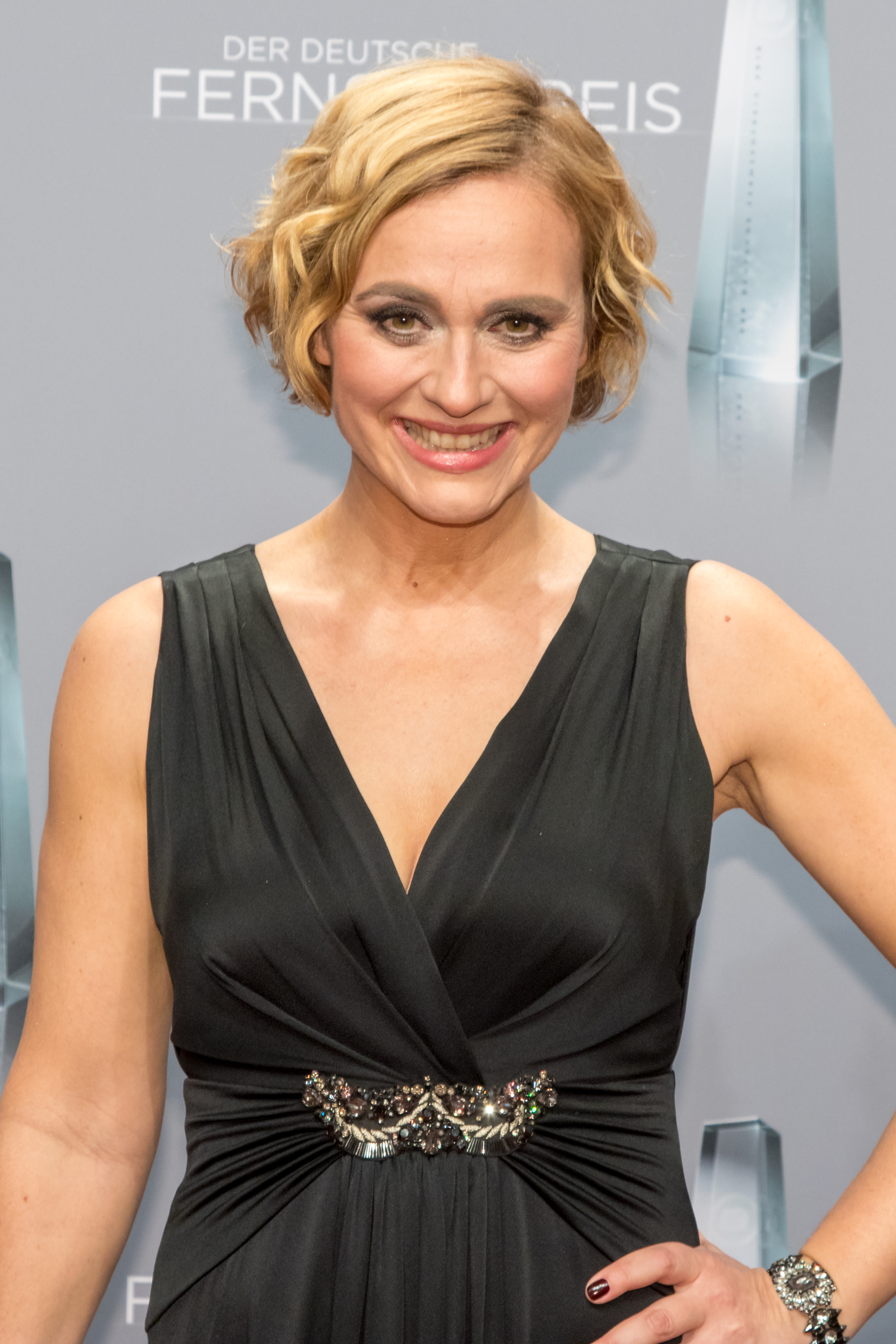
Caren Miosga (* 1969)

- Miosge, Florian (* 1978), deutscher Filmeditor
- Miošić, Andrija Kačić (1704–1760), Dichter und Franziskaner
- Miossec, Christophe (* 1964), französischer Komponist, Autor und Interpret

### Miot
- Miot, Bruno (* 1965), französischer Autorennfahrer
- Miot, Joseph Serge (1946–2010), haitianischer Geistlicher, Erzbischof von Port-au-Prince, Haïti
- Miotk, Martin (* 1984), deutscher Bühnen-, Kostümbildner und Theaterregisseur
- Miotte, Jean (1926–2016), französischer Maler und Illustrator

### Miou
- Miou-Miou (* 1950), französische Schauspielerin

### Miov
- Miovski, Bojan (* 1999), nordmazedonischer Fußballspieler

### Mioz
- Miozzi, Eugenio (1889–1979), italienischer Ingenieur und Architekt